# آیجم
آیجم (به لاتین: Aaigem) یک سکونتگاه مسکونی در بلژیک با جمعیت ۲٬۰۹۸ نفر است که در ارپ-مر واقع شده‌است.